# Finiq
Finiq est une municipalité d'Albanie, appartenant à la préfecture de Vlorë au sud du pays. Sa population était de 11 862 habitants en 2011.